# Gunung Alas
Gunung Alas är ett berg i Indonesien. Det ligger i den västra delen av landet, 1 500 km nordväst om huvudstaden Jakarta. Toppen på Gunung Alas är 2 342 meter över havet, eller 436 meter över den omgivande terrängen. Bredden vid basen är 5,4 km.
Terrängen runt Gunung Alas är huvudsakligen mycket bergig. Runt Gunung Alas är det ganska tätbefolkat, med 96 invånare per kvadratkilometer. I omgivningarna runt Gunung Alas växer i huvudsak städsegrön lövskog.